# Таїланд на Чемпіонаті світу з водних видів спорту 2015
Таїланд взяв участь у Чемпіонаті світу з водних видів спорту 2015, який пройшов у Казані (Росія) від 24 липня до 9 серпня.

## Плавання
Тайські плавці виконали кваліфікаційні нормативи в дисциплінах, які наведено в таблиці (не більш як 2 плавці на одну дисципліну за часом нормативу A, і не більш як 1 плавець на одну дисципліну за часом нормативу B):
Чоловіки
| Спортсмен         | Дисципліна           | Попередній заплив | Попередній заплив | Півфінал        | Півфінал        | Фінал           | Фінал           |
| Спортсмен         | Дисципліна           | Час               | Місце             | Час             | Місце           | Час             | Місце           |
| ----------------- | -------------------- | ----------------- | ----------------- | --------------- | --------------- | --------------- | --------------- |
| Касіпат Чогратхін | 50 м на спині        | 26.20             | 38                | Завершив виступ | Завершив виступ | Завершив виступ | Завершив виступ |
| Танакріт Кіттія   | 400 м вільним стилем | 4:01.59           | 56                | Н/Д             | Н/Д             | Завершив виступ | Завершив виступ |
| Радоміос Матджіур | 200 м брасом         | 2:21.30           | 48                | Завершив виступ | Завершив виступ | Завершив виступ | Завершив виступ |

Жінки
| Спортсменка              | Дисципліна           | Попередній заплив | Попередній заплив | Півфінал         | Півфінал         | Фінал            | Фінал            |
| Спортсменка              | Дисципліна           | Час               | Місце             | Час              | Місце            | Час              | Місце            |
| ------------------------ | -------------------- | ----------------- | ----------------- | ---------------- | ---------------- | ---------------- | ---------------- |
| Наттханан Юкраянг        | 100 м вільним стилем | 56.95             | 46                | Завершила виступ | Завершила виступ | Завершила виступ | Завершила виступ |
| Наттханан Юкраянг        | 200 м вільним стилем | 2:02.83           | 42                | Завершила виступ | Завершила виступ | Завершила виступ | Завершила виступ |
| Сутасінее Панкаев        | 200 м батерфляєм     | 2:19.54           | 34                | Завершила виступ | Завершила виступ | Завершила виступ | Завершила виступ |
| Пхіангхван Павапотако    | 200 м брасом         | 2:34.77           | 38                | Завершила виступ | Завершила виступ | Завершила виступ | Завершила виступ |
| Пхіангхван Павапотако    | 200 м комплексом     | 2:17.69           | 32                | Завершила виступ | Завершила виступ | Завершила виступ | Завершила виступ |
| Пхіангхван Павапотако    | 400 м комплексом     | 4:53.15           | 30                | Н/Д              | Н/Д              | Завершила виступ | Завершила виступ |
| Бен'япорн Сріпханомтхорн | 400 м вільним стилем | 4:36.55           | 46                | Н/Д              | Н/Д              | Завершила виступ | Завершила виступ |
| Ченчіра Сріса-Ард        | 50 м вільним стилем  | 26.11             | 43                | Завершила виступ | Завершила виступ | Завершила виступ | Завершила виступ |

Змішаний
| Спортсмени                                                              | Дисципліна                       | Попередній заплив | Попередній заплив | Фінал            | Фінал            |
| Спортсмени                                                              | Дисципліна                       | Час               | Місце             | Час              | Місце            |
| ----------------------------------------------------------------------- | -------------------------------- | ----------------- | ----------------- | ---------------- | ---------------- |
| Касіпат Чогратхін Радоміос Матджіур Сутасінее Панкаев Ченчіра Сріса-Ард | естафета 4x100 метрів комплексом | 4:07.19           | 15                | Завершили виступ | Завершили виступ |